# .30-40 Krag
El .30-40 Krag (también llamado .30 U.S., o .30 Army) era un cartucho desarrollado a inicios de la década de 1890 para dotar a las Fuerzas Armadas estadounidenses con un cartucho de pólvora sin humo adecuado para usarse en los fusiles de repetición de pequeño calibre que serían seleccionados en las pruebas de armas ligeras de 1892. Como el cartucho que reemplazaba era el .45-70 Government, el .30-40 Krag fue considerado "de pequeño calibre" en aquel entonces. El modelo de fusil que finalmente se eligió fue el Krag–Jørgensen, formalmente adoptado como el Springfield Modelo 1892.

## Historia y desarrollo
Aunque la Armada de los Estados Unidos y el Cuerpo de Marines de los Estados Unidos habían adoptado cantidades limitadas de fusiles de cerrojo que empleaban cartuchos con pólvora sin humo, el .30-40 Krag fue el primer cartucho diseñado desde el inicio para usar pólvora sin humo en ser adoptado por el Ejército de Estados Unidos. Luego de un breve experimento con una bala de 14,9 g (230 granos), la bala del .30 Army fue estandarizada en 1894 con una bala encamisada de punta redonda y 14,2 g (220 granos), que era propulsada por una carga de 2,5 g (40 granos) de nitrocelulosa. Esta carga propulsora desarrollaba una velocidad máxima de 610 m/s en el cañón de 760 mm de largo del fusil Krag, y de 600 m/s en el cañón de 560 mm de la carabina Krag.
A pesar de que el .30-40 Krag fue el primer cartucho con pólvora sin humo en ser adoptado por el Ejército estadounidense, conservaba la nomenclatura "calibre-carga" de los primeros cartuchos con pólvora negra, o sea una bala de 7,62 mm (.30), propulsada por una carga de 2,6 g (40 granos) de pólvora sin humo. La Winchester utilizó por primera vez el .30-40 Krag en un fusil monotiro, además de ser uno de los tres cartuchos que utilizaba el fusil de palanca Winchester Modelo 1895, introducido en 1896.
Desde el inicio, el .30-40 Krag demostró ser un cartucho popular para cacería, siendo empleado en una variedad de armas. En 1899, un fusil Krag que utilizaba este cartucho fue empleado para abatir al uapití récord de las Montañas Rocosas. El récord se mantuvo hasta finales de la segunda mitad del siglo XX.[cita requerida]
En octubre de 1899, después de revisar las experiencias de la Guerra hispano-estadounidense, los oficiales de maestranza del Ejército estadounidense desarrollaron una nueva carga propulsora para el .30 Army en un intento de igualar las características del cartucho 7 x 57 Mauser. La nueva carga incrementó la velocidad de boca del fusil a 670 m/s con una presión de 45.000 psi. Sin embargo, una vez que el nuevo cartucho fue suministrado, empezaron a surgir reportes sobre rajaduras en los tetones de acerrojado de los cerrojos de los Krag en servicio. En marzo de 1900, los lotes restantes de este cartucho, unos 3,5 millones, fueron devueltos a los arsenales, se los desensambló y se los volvió a recargar con la anterior carga propulsora de 610 m/s.
En 1903, tras las recomendaciones del Comité de Armas Ligeras de Infantería, el Ejército estadounidense adoptó formalmente un cartucho de calibre 7,62 mm y alta velocidad que reemplazaría al .30-40 Krag o .30 Army. El nuevo cartucho .30-03 Springfield fue designado por su año de adopción.

## Fusiles y pistolas que utilizan el .30-40 Krag

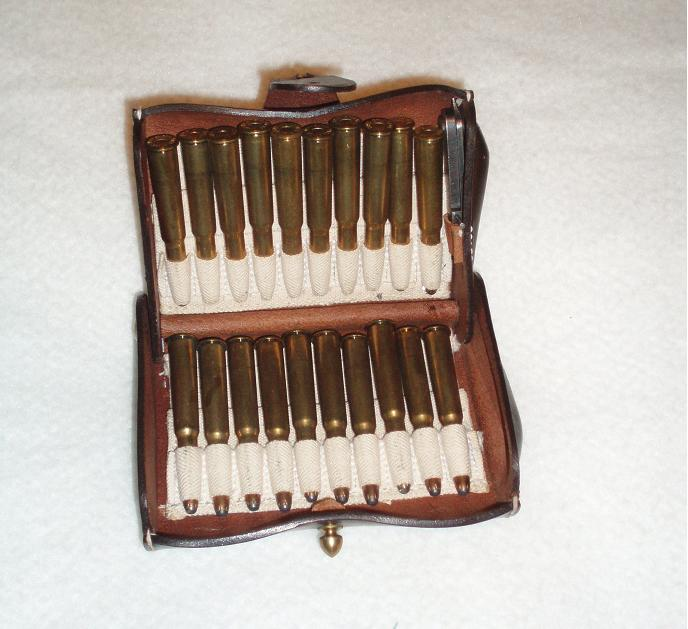
Una replica de la cartuchera modelo McKeever para cartuchos .30-40 Krag del Ejército estadounidense.

- Springfield Modelo 1892-99
- Winchester Modelo 1885
- Fusil de cerrojo Remington-Lee
- Remington Rolling Block
- Winchester Modelo 1895
- Ruger No. 1
- Ruger No. 3
- Thompson-Center Encore